# 246
Năm 246 là một năm trong lịch Julius. 